# Pielgrzymia Odznaka Krajoznawcza „Śladami Jana Pawła II”
Pielgrzymia Odznaka Krajoznawcza „Śladami Jana Pawła II” (w skrócie zwana POK) – odznaka ustanowiona w 2005 roku i nadawana przez Oddział Wolski PTTK im. gen. Józefa Sowińskiego w Warszawie w celu zachęcania społeczeństwa do uprawiania turystyki kwalifikowanej podczas wędrówek do miejsc związanych z osobą Karola Wojtyły, poznawania kraju ojczystego, jego historii, kultury i tradycji, współczesnego dorobku oraz piękna krajobrazu i przyrody.

## Idea odznaki
Idea odznaki powstała wśród młodzieży Koła PTTK nr 24 „Młodzi Silni Weseli” d. przy 108 Grunwaldzkiej Drużynie Harcerskiej „Dreptaki” im. prof. Romana Kobendzy w Warszawie, która idąc za wezwaniami Jana Pawła II pragnie propagować uniwersalne wartości chrześcijaństwa.
Odznaka ma zachęcać do aktywnego spędzania wolnego czasu podczas wędrówek śladami papieża, Członka Honorowego PTTK, a także zapoznać z wielkim bogactwem kulturowym narodu polskiego oraz poprzez treści w niej zawarte wychowywać młode pokolenia. Odbywając wędrówki po ziemi ojczystej, odwiedzając miejsca, związane z osobą Karola Wojtyły, obcując przy tym z pięknem natury, uczestnicy mogą zbliżyć się do tego, któremu dedykowana jest odznaka.
Regulamin odznaki został tak skonstruowany, aby umożliwić jej zdobywanie każdemu zainteresowanemu, niezależnie od przynależności organizacyjnej, poglądów politycznych, religijnych, możliwości fizycznych, czy miejsca zamieszkania.

## Stopnie odznaki
Odznaka posiada osiem stopni zgrupowanych w pięciu kategoriach oraz odznakę honorową: 
- Popularna POK (bez stopni),
- Mała POK w stopniach: brązowym, srebrnym i złotym,
- Duża POK w stopniach: srebrnym i złotym,
- Wielka POK,
- POK „Za wytrwałość”,

## Warunki zdobycia odznaki
O POK może ubiegać się każdy kto ukończył 7 lat. Podstawą przyznania POK jest zdobycie ustalonej dla danego stopnia odznaki liczby punktów oraz spełnienie warunków dodatkowych określonych regulaminem. Punkty na POK można zdobywać w czasie wycieczek pieszych (nizinnych i górskich), kolarskich, narciarskich, wodniackich (kajakowych i żeglarskich), motorowych oraz autokarowych. POK zdobywa się odwiedzając określone miejsca związane z osobą Karola Wojtyły, uczestnicząc w indywidualnych i rodzinnych wędrówkach, imprezach turystyczno-krajoznawczych oraz spotkaniach kultury chrześcijańskiej.
Wymagane do zwiedzenia miejsca i obiekty podzielono na 3 grupy związane z Patronem Odznaki (m.in. miejsca związane z życiem Karola Wojtyły, miejsca odwiedzane przez Jana Pawła II podczas ośmiu pielgrzymek do Polski, miejscowości i miejsca odwiedzane przez Jana Pawła II poza granicami Polski, sanktuaria, zabytkowe i nowoczesne kościoły, kapliczki i krzyże przydrożne, muzea sakralne, cuda natury, miejsca pamięci narodowej, cmentarze, pomniki Jana Pawła II, tzw. „Dęby Papieskie”, szkoły i inne obiekty im. Jana Pawła II, obiekty sakralne innych wyznań).

## Warunki dodatkowe
Warunkiem dodatkowym zdobycia POK jest uzyskanie odpowiedniej liczby punktów za przejścia piesze lub podczas wycieczek narciarskich, kolarskich i kajakowych. Punkty zaliczane są według regulaminów odznak turystyki kwalifikowanej (do wyboru OTP, GOT, NON, GON, KOT, TOK).

## Załączniki do regulaminu
Do regulaminu POK zostały dołączone 4 załączniki z obszernymi wykazami miejscowości, miejsc i obiektów związanymi z osobą Jana Pawła II, a wymaganymi do zdobycia poszczególnych stopni odznaki.
- Wykaz miejscowości odwiedzonych przez Ojca Świętego podczas VIII pielgrzymek do Ojczyzny oraz innych miejsc i ważniejszych obiektów,
- Pomniki Jana Pawła II,
- Dęby Papieskie,
- Szkoły im. Jana Pawła II.

Regulamin POK dopuszcza zaliczenie na odznakę również miejscowości i obiektów nie ujętych w wykazach, pod warunkiem udokumentowania ich związku z osobą Jana Pawła II.
Autorem regulaminu POK oraz wszystkich wizerunków graficznych odznaki jest Roman Henryk Orlicz – Instruktor Krajoznawstwa Polski (IKP).